# Tiroler Kunstpavillon

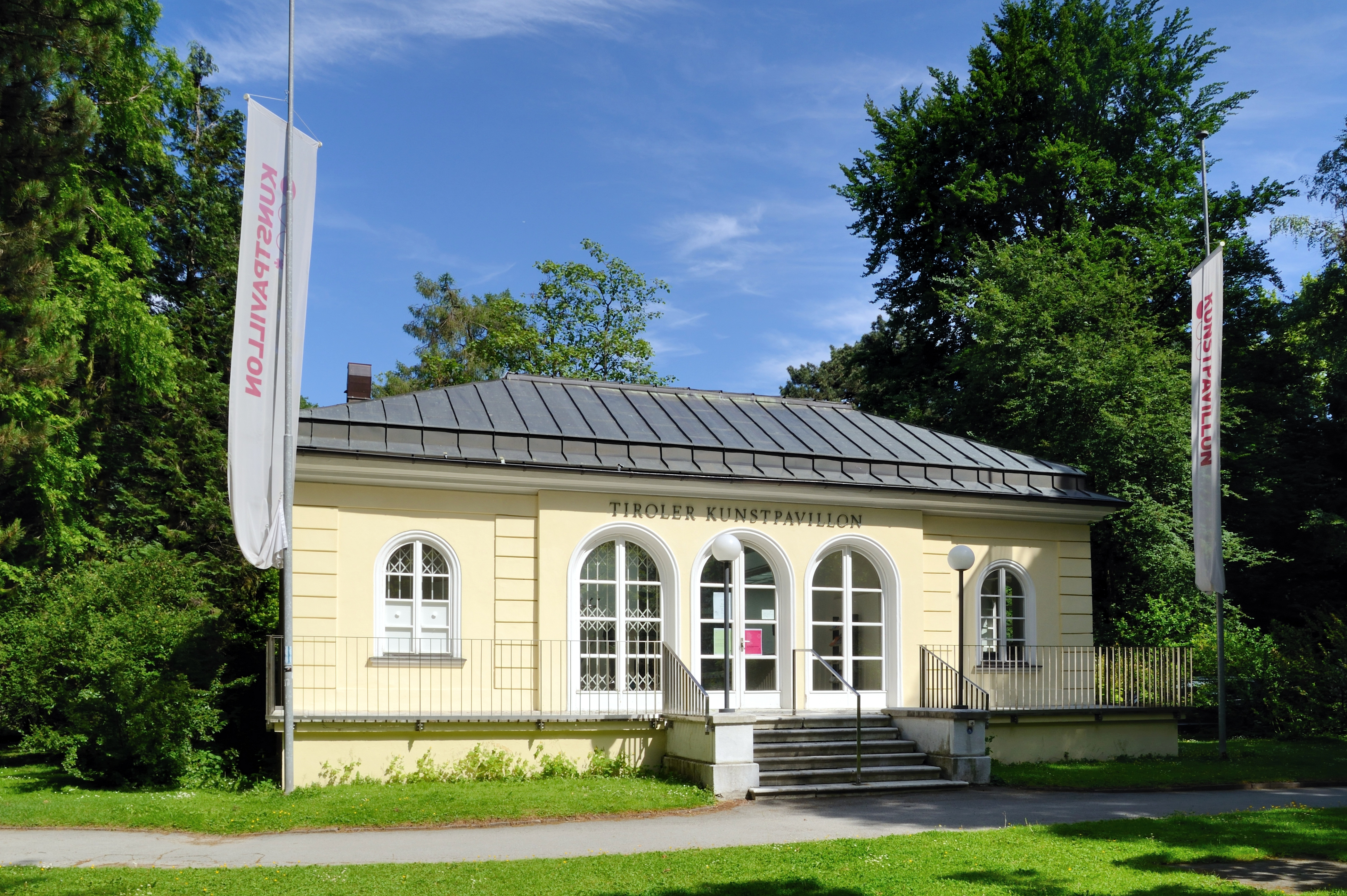
Kunstpavillon

Der Tiroler Kunstpavillon ist ein Ausstellungsraum der Tiroler Künstlerschaft im Innsbrucker Hofgarten.

## Geschichte
Das Gebäude im „Kleinen Hofgarten“ wurde 1564 als „unteres Sommerhaus“ erstmals erwähnt und von 1780 bis 1797 sowie 1842 neu gebaut. Seit 1902 existierten Pläne, das Sommerhaus zu einem Ausstellungsraum für bildende Kunst umzubauen, was aber erst 1951 nach Plänen von Otto Mayr umgesetzt wurde. Seither ist der Pavillon Sitz der 1946 gegründeten Tiroler Künstlerschaft und beherbergt neben dem Ausstellungsraum das Vereinsbüro und das Vereinsarchiv.

## Baubeschreibung
Beim Gebäude handelt es sich um ein eingeschoßiges Gartenhaus über quadratischem Grundriss, das mit einem flachen Pyramidendach aus Blech gedeckt ist. Es steht auf einem Sockel, der vor dem Eingang mit sechs Stufen überwunden wird. Im Mittelteil treten drei große rundbogige Fenstertüren risalitartig vor, daneben befindet sich je ein kleines Rundbogenfenster. Die Außenkanten des Gebäudes sind mit Rustikaquaderung gestaltet. Der rund 175 m² große quadratische Innenraum wurde beim Umbau 1951 mit einer Oberlichte versehen. Seitlich schließen kleine Nebenräume an.
Der Pavillon steht als Teil der Gesamtanlage Hofgarten unter Denkmalschutz.

## Ausstellungen
Jedes Jahr finden im Kunstpavillon rund fünf Ausstellungen statt. Das Ausstellungsprogramm  basiert zum Großteil auf Einreichungen, die im Rahmen eines offenen, internationalen Ausschreibungsverfahrens von einer Fachjury ausgewählt werden. Es wird darauf geachtet, dass auch internationale Künstlerinnen und Künstler ihre Werke präsentieren und ein Austausch zwischen regionalen und internationalen Kunstschaffenden ermöglicht wird.
Von 1952 bis 1963 fand der Österreichische Graphikwettbewerb im Kunstpavillon statt.